# Demokratiske Muslimer
Demokratiske Muslimer var en forening for sekulære muslimer i Danmark. Foreningen blev stiftet af blandt andet Naser Khader efter kontroversen om Muhammed-tegningerne i 2005. Efter indledningsvis stor tilslutning og medieinteresse døde arbejdet i foreningen ud efter et par år, men foreningen er ikke blevet officielt opløst.

## Formål
Foreningens formål var "at være et samlende, toneangivende talerør og debatforum for borgere i Danmark med muslimsk baggrund". Foreningen ville også fremme forståelsen for, at islam er forenelig med en demokratisk stat. Medlemmer skulle underskrive seks principper:
- demokrati, Grundloven og menneskerettigheder som fundament
- tværpolitisk grundlag, som repræsenterer den brede muslimske identitet og kultur i det danske samfund
- ytringsfrihed
- lighed uanset levevis, overbevisning, oprindelse og køn
- adskillelse af stat og religion
- modstand mod dødsstraf

## Organisation og aktiviteter
Foreningen blev stiftet 4. februar 2006 med Naser Khader som formand.  Det første års tid havde foreningen ca. 600 medlemmer. Knap hundrede mødte frem til generalforsamlingen i 2007 året efter stiftelsen.
Kun muslimer kunne være medlemmer i foreningen. Ikke-muslimer var organiseret i Støtteforeningen for Demokratiske Muslimer. Støtteforeningen opløste sig selv i maj 2008. Her udtalte formanden Asger Aamund, at der ikke længere var behov for en støtteforening, idet Demokratiske Muslimer "kan stå på egne ben".
I februar 2007 blev Khader afløst som formand af Moustapha Kassem, stamcelleforsker og professor ved Syddansk Universitet. Samtidig forlod Fathi El-Abed, Ibrahim Ramadan og næstformanden Jamilla Jaffer bestyrelsen efter længere tids uenighed og stort arbejdspres. Tidligere havde Amina Ahmed meldt sig ud af bestyrelsen. Nye talsmænd blev Adel Sadek og Sally Khallash Bengtsen. I bestyrelsen sad desuden Akmal Safwat, Fatima Zahra Bellaoui og Yildiz Akdogan.
Foreningen uddelte på grundlovsdag 2007 en demokratipris til den kvindelige imam og forsker, professor Amina Wadud fra USA.

## Foreningen i dvaletilstand
Efterhånden blev aktivitetsniveauet indskrænket. Talsmand Adel Sadek udtalte i februar 2009, at mange medlemmer havde forladt foreningen, fordi mange forbandt den særligt med Liberal Alliance og Naser Khader. Flere steder anføres det, at foreningen ophørte med sit virke i 2008, således i bogen "Moskeer i Danmark II" fra 2017. Foreningen er dog ikke formelt opløst, men er ifølge en udtalelse fra formanden Moustapha Kassem i 2011 gået i dvale. Den har indstillet kontingentopkrævningen og har ikke længere en hjemmeside. Man stillede sig ifølge Kassem dog fortsat til rådighed for journalister og betragtede sig i øvrigt som et netværk, der kan aktiveres i tilfælde af en krise.